# Literatura albanesa
La literatura albanesa és la literatura feta en albanès a Albània, Kosovo, Macedònia del Nord, Itàlia i altres països per emigrats albanesos.

## Primers testimonis

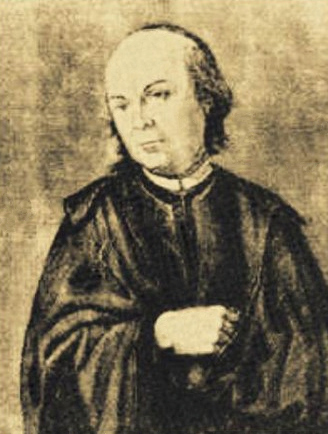
Gjul Variboba.

Cap al 1450 va aparèixer el primer text escrit en albanès, una forma baptismal de Pal Engjëlli. Pel 1462, també en tosk, un fragment de l'Evangeli de sant Mateu, i el 1497 el primer "diccionari albanès", un vocabulari recollit pel viatger alemany Arnold von Harff.
El 1555 aparegué a Sicília el Missal de Gjon Buzuku, nou text en albanès, i el 1592 el catecisme de Lekë Matrënga (1560-1619) E mbsuame e krështerë ('Doctrina cristiana'). El 1621 el bisbe catòlic de Sappa, Pjetër Budi (1566-1623), va compondre un Speculum confessionis i un Dictionarium latinum-epiroticum, diccionari albanès llatí que serà acabat el 1635 pel seu deixeble Freng Bhardi (1606-1689). Però fins al 1685 no serà imprès el primer llibre en albanès, el Cuneus prophetarum de Pjetër Bogdani (1625-1689).
Des del 1762, però, el nucli cultural per excel·lència fou Itàlia, on hi destacarien gent com Gjul Variboba (1724-1788), autor d'una Ghiella e Santa Mëriis Virghierr ('Vida de la Santíssima Verge', 1762), Nezim Frakulla (m. 1760), Sulejman Naibi (m. 1772), Nikolla Brankati (1675-1741), Nikolla Filja (1691-1769) i Nikolla Keta (1742-1803), mentre que a l'interior d'Albània només hi destacarien Hasan Zyko Kamberi i Muhamet Kyçyku (1784-1844). Endemés, el 1789 es va fundar a Istanbul la Societat d'Edició Albanesa per tal de crear impremtes i diaris albanesos arreu de l'Imperi turc, com Shkipetari a Bucarest, Zeri e Shkipetari a Atenes i Dituria a Istanbul i Sofia.

## El segle XIX:Rilindja Kombetarë('Renaixement nacional')
El sorgiment de l'experit nacional albanès del segle xix va tenir el seu reflex en la literatura. El primer centre literari a l'actual República albanesa fou Shkodër, on les escoles franciscana i severiana dels jesuïtes tingueren com a alumnes Gjergj Fishta i Ndre Mjeda, així com el literat i musicista Bernardino Palaj (1897-1946). L'obra de Ieronim de Rada influirà en els patriotes tosk Frashëri, el polític Abdyl Frashëri, el pedagog Samibeg Frashëri i el poeta Naim Frashëri (1846-1900), establerts a Bucarest. El fill d'Abdyl, Midhat Frashëri, va publicar a Sofia un almanac, una antologia i un diari. Tenien força dificultats per la manca d'un centre literari i d'un alfabet estàndard que no arribà fins a la reforma ortogràfica de l'albanès de Sicília Dhimitër Kamarda. Endemés, la manca de tradició literària pròpia facilitava que els musulmans albanesos s'eduquessin en turc, els catòlics en italià i els ortodoxos en grec. Fins al 1878 només s'ensenyava l'albanès en dues escoles com a segon idioma, a Shkodër. I fins i tot, el 1892 encara el bisbe ortodox de Kastoria anatemitzà contra l'ensenyament en albanès.

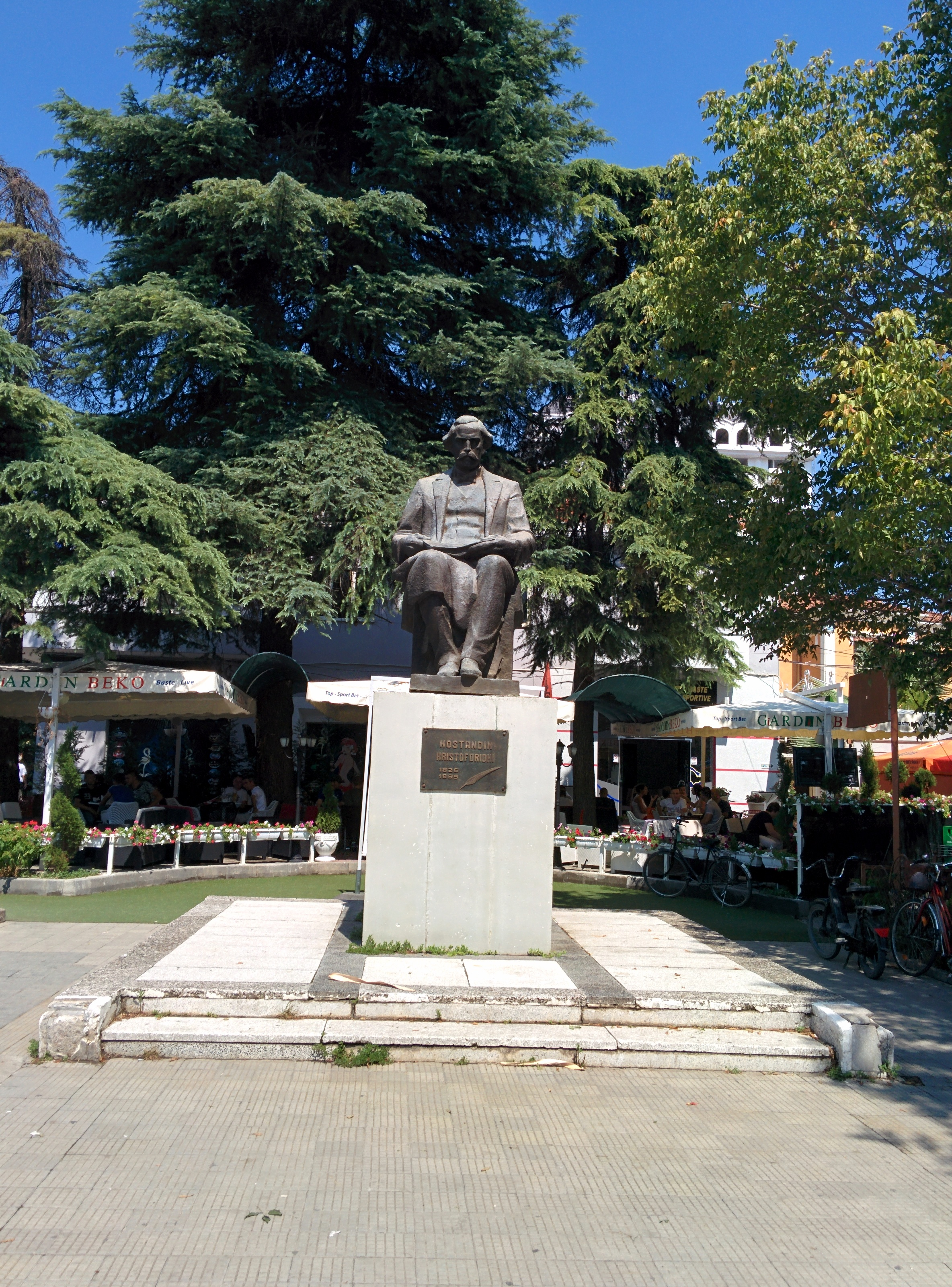
Monument dedicat a Konstandin Kristoforidhi a Elbasan.

A Grècia es va formar un nucli al voltant de la revista Zeri i Shkipetari ('La veu dels albanesos') a Atenes, que van traduir la Bíblia al tosk i al gheg el 1825 i on destacaren l'editor del diari, Anastas Kullurioti (1822-1882), i els escriptors Panajot Kupitori (1821-1881), Konstantin Kristoforidhi (1827-1896), autor d'un diccionari grec-albanès, i els egiptòlegs Thimi Mitko (1820-1890) i Spiro Dine.
Pel que fa als albanesos d'Itàlia, a Sicília va aparèixer el 1883-1886 la revista Fiamuri Arberit ('L'estandard albanès'), publicada per l'autor Ieronim de Rada (1814-1903), autor de Kengë Milosao (1836), Kenga e Serafina Topisa ('La cançó de Serafina Topisa', 1848) i L'infeliç Skanderbeg (1872-1884), mentre que el gramàtic Dhimitër Kamarda (1822-1882) compondrà la fonamental Saggio de grammatologia comparata sulla lingua albanese (1864), que serà la base de la futura llengua literària. El 1887 apareix a Palerm la revista Arbri i Ri ('El jove albanès'), de Zef Skiroi (1865-1927), amic de Luigi Pirandello i autor de Milo e Haidhei (1891), Kenkat e luftes ('Cants de batalla', 1907), Te dhero i huaj ('En terra estrangera', 1906) i Kthimi ('Retorn'), que agruparà autors com Zef Serembe (1843-1909), amb Vjershë (1926), Anton Santori (1819-1894), Vincent Stratico (1822-1866), Anton Zanoni (1879-1894) de Cosentino, autor del drama Emira, i el sicilià Gavril Dara (1826-1885), autor de Kenga e sprasme e Belës ('Darrer cant de Beles', 1887). Molts d'ells col·laborarien amb Giuseppe Garibaldi i els partidaris de la unificació italiana.
Així, el 1882 la revista Dituria ('Saviesa') es va publicar per primer cop a Albània, i s'inicia el període de Rilindja ('Renaixement'), en què destacaran els escriptors Gjergj Fishta (1871-1940), fundador de la revista Hylli i Drites ('Estrella de llum'): compongué els reculls poètics Lahuta e nalcis ('El llaüt de la muntanya', 1905-1907), en què canta el mite de la "creença vivent del poble", Te una e Rzhanices ('Al port de Rzhanica', 1905) i Anzat e Parnesit ('Armes del Parnàs', 1907); Naim Frashëri (1846-1900) amb els poemes Quebelaja, Histori e Skenderbeut (1898) i Bagëti e bujqësiya ('Prats i camps', 1886), el dramaturg Andon Cako Çajupi (1866-1909), autor de la comèdia Dad Tomorri (1903) estrenada al Caire, i la primera mostra del realisme albanès, Katërmbëdhjet vieç dhëndërr ('Casada als catorze anys').
Altres autors foren els poetes Gjergj Buboni, Zef Jubani, Filip Shiroka (1857-1932), L. Gurakuqi (1879-1925), Mihai Grameno (1872-1923) amb la novel·la Oxagu ('Llinatge', 1904) i Fan Noli (1882-1965) compongué l'estudi històric Gjergj Kastrioti Skanderbeg (1947).
També es fundaren revistes en albanès en altres indrets, com Shkipetari (1888) a Bucarest i l'Associació Cultural la Unió i l'Aurora, de Ndoc Nikaj (1864-1946) i N. Mejedja.

## Literatura albanesa delseglexx

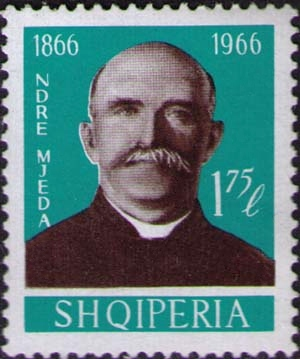
Ndre Mjeda en un segell commemoratiu del centenari del seu naixement.

Està caracteritzada per la fragmentació política albanesa (un estat independent i una "regió" iugoslava, actualment amb estatut indefinit). Durant les dues primeres dècades es fundaren nombroses revistes fora del país, com Albania (1897-1900) a Brussel·les i Londres, el bimensual Drita (1901-1908) a Sofia, el mensual Besa (1904-1907) al Caire; Dielli ('Sol', 1909) a Boston; Studeti Shqiptar (1929) a Torí, Dituria ('Saviesa', 1909-1929) a Salònica; Hylli e Drites ('Estrella del matí', 1913-1944) pels franciscans de Shkodër; Shqiperia e Re ('Nova Albània', 1919) a Bucarest; Leka (1929-1944) a Shkodër; Dialeria (1920) a Viena. Midhat Frashëri: Lumo Skendo, autor d'Hidhe Shpuzi ('Cendres i brases', 1915), i K. Luarasi fundarien la revista literària Kalendari Kombiar (1897-1927). D'altres foren Minerva (1933-1937), Illyria (1934-1936), Rilindja (1935-1936) i Bota e Re (1936-1937). Durant l'ocupació italiana aparegué la revista Shkëndija, que intentà actuar obertament amb autors feixistes, mentre d'altres com Llazar Siliqi (1924), autor dels poemes Prishtinë (1949), Rruga e lumturisi ('Carrer de la felicitat', 1950), Ringjallya ('Resurrecció', 1961), Mesuesi ('Mestre', 1955) i Thirrja e zemres ('El crit del cor', 1956), i Aleks Caçi publicaven en la clandestinitat.
Amb la independència albanesa destacarien el líric tosk Aleks Drenova Asdreni (1872-1947), que usa tècniques expressionistes en Rreze dielli ('Raig de sol', 1904); Lagush Poradeci (Llazar Gusho, 1899-1987), amb els poemes Vallja e yjue ('La dansa dels astres',1939 i Ylli i zêmrës ('L'astre del cor', 1937); el poeta Filip Shiroka (1847-1917) amb els contes Zâni i zêmrës ('La veu del cor', 1933), l'historiador i lingüista Ndre Mjeda (1866-1937), Vinçenz Prennushi (1885-1946) bisbe de Durrës i autor de Fjalo e Zozit ('Paraules de Déu') i Gjeth e Lule ('Fulles i flors'), el dramaturg Kristo Floqi (1873), Stefan Gjeçov (1894-1929) amb Agimi e gjytetniis ('L'aurora de la civilització'); Millosh Giergj Nikolla Migjenj (1911-1938) amb els poemes Vargjet e lira ('Versos lliures', 1936); el jesuïta Ndre Mjeda (1866-1937), que participà en el Congrés de Monastir; Foqunon Postoli (1889-1927) amb Per mbrojten e atdheut ('Per la defensa de la pàtria', 1919) i Lulja e kujtimit ('La flor del record', 1922); Luigj Gurakuri (1879-1925), poeta de caràcter polític assassinat a Bari, amb Vargënimi n'gjuhë Shqype ('Versificació en llengua albanesa', 1906); el capellà patriota Ndoc Nikaj (1864-1946) amb els contes Bukurusha ('La bella', 1918) i Lulet në thes ('Les flors al sac', 1918); Llazar Shantoja (1892-1945), Ali Asllani (1882-1966), poeta líric i satíric, l'assagista Nondra Bulka (1906-1972) amb Horizonte të reja për letersinë kombëtare ('Nous horitzons per la literatura nacional', 1932) i Për një letërsi të re ('Per una nova literatura', 1936), Haki Stërmilli (1895-1953), Milo Duçi, L. Rrota, Z. Harapi i H. Mosi.

### A la República d'Albània

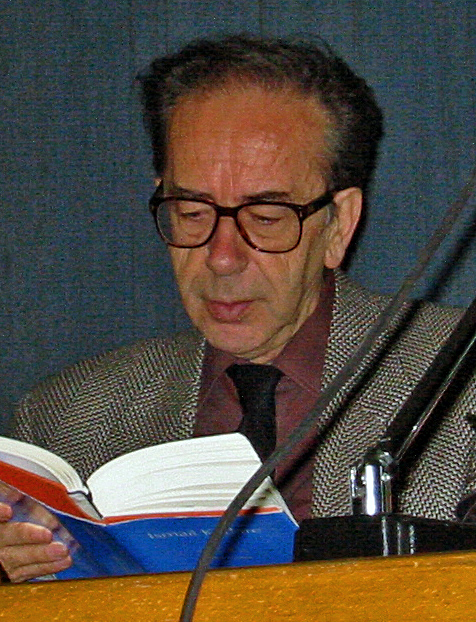
Ismail Kadare el 2002.

En acabar la Segona Guerra Mundial la majoria d'autors s'apuntaren al corrent del realisme socialista, en què destacarien a Albània Sterjo Spasse (1914-1989) amb Ata nuk ishin vetem ('Ells no hi eren sols', 1952), Aferdita perseri ne fshate ('Afrodita novament a la vila', 1960), Aleks Çaçi (1916) amb el drama Marga Tutulani; Shevqet Musaraj (1916) amb Çobo Rrapushi (1948) i Kenga e Balli Kombetar ('L'epopeia del Balli Kombetar', 1944); Sabri Godo; Zihni Zako, i Kole Jakova, amb els poemes Neronjt e Vigut ('Herois de Vigu', 1953) i Toka jonë ('La nostra terra', 1954). Després dels anys seixanta destacarien Ismail Kadare (1936), l'escriptor albanès més conegut internacionalment, amb els poemes Perse mendohen ketomale ('En què pensen aquestes muntanyes', 1964) i les novel·les Gjenerali i ushtrise se vdekur ('El general de l'exèrcit sepultat', 1964), Kronike ne gure ('Crònica de la pedra', 1971); Dritëro Agolli (1931), amb els poemes Devoll devoll (1964), Shkelqime dhe renia e shokut Zylo ('Pujada i caiguda del camarada Zylo', 1973), i Nene Shqiperi ('Mare Albània', 1974); Dhimiter Xhuvani; Ernesto Koliqi (1903-1975) exiliat a Itàlia per col·laborar amb els feixistes, autor dels poemes Kangjelet e Rilindjes ('Cants de la Renaixença', 1959) i Symfonia e shqipevet ('Simfonia de les àligues'); Martin Camaj (1925-1994), fundador a Itàlia de la revista Shêzjat i autor dels poemes Nji fyell nder male ('Una festa a les muntanyes', 1953) i les novel·les Djella ('Diumenge', 1958) i Rrathe ('Cèrcols', 1978); Vinçenz Koreshi, amb Mars ('Març', 1989); Teodor Laço (1936), amb Gjemini i atij dimri ('El bram d'aquell hivern', 1976); Ali Abdihoxha (1923) amb Nje vjeshte ('Una tardor tempestuosa', 1969); Dhimiter Shuteriqi (1915) amb Udejkja e peshkataret ('Mort del cinquè', 1935), Çlirimtaret ('Alliberadors', 1952), Shkallet e querta ('Esglaons de pedra', 1982) i Kenga dhe pushka ('Cançó i rifle', 1972); i Petro Marko (1913) amb la novel·la Qyiteti i fundit ('L'última ciutat', 1960); el dramatgurg Spiro Çomore (1918-1973) amb Prindër edukatorë ('Pares educadors'); Aleks Buda (1911) elaborà una Fjaslori Enciklopedik Shqiptar (1985) amb Mahir Domi (1915), autor d'una Historia e shqiperisë (1986); i els poetes Luan Qäfezezi (1922) amb Ligji i maleve ('Les lleis de la muntanya', 1977), i Sulejman Mato (1941).

### A Itàlia
Els arbëreshë d'Itàlia, que editaven revistes com Katundi Ynë, de Demetrio Emmanuelle de Civita, Zeri i Arbereshvet i Zgjimi, es van veure reforçats el 1969 amb la revista literària Zjarre ('Focs'), en què publicarien els autors p. Domenico Belizzi Vorea Ujko, amb Mote moderne ('Temps moderns', 1976), Zef Skirò Di Maxho, amb Sunata ('Sonata', 1976), el p. Francesco Solano Sushko Vetmo (1914) amb Te proku ('Al llindar', 1977) i Kate Cukavo amb Gabim ('Error', 1982). Altres autors menors foren Lluka Perone, Carmelo Candreva, Pietro Napoletano, el poeta Salvatore Braile (1872-1960), Lugi de Rosa, i Agostino Giordano Buzëdhelpri. Així, el 1970 fundaren a Cosenza la Unione della Communità Italo-Albanesi, per aconseguir drets educatius.

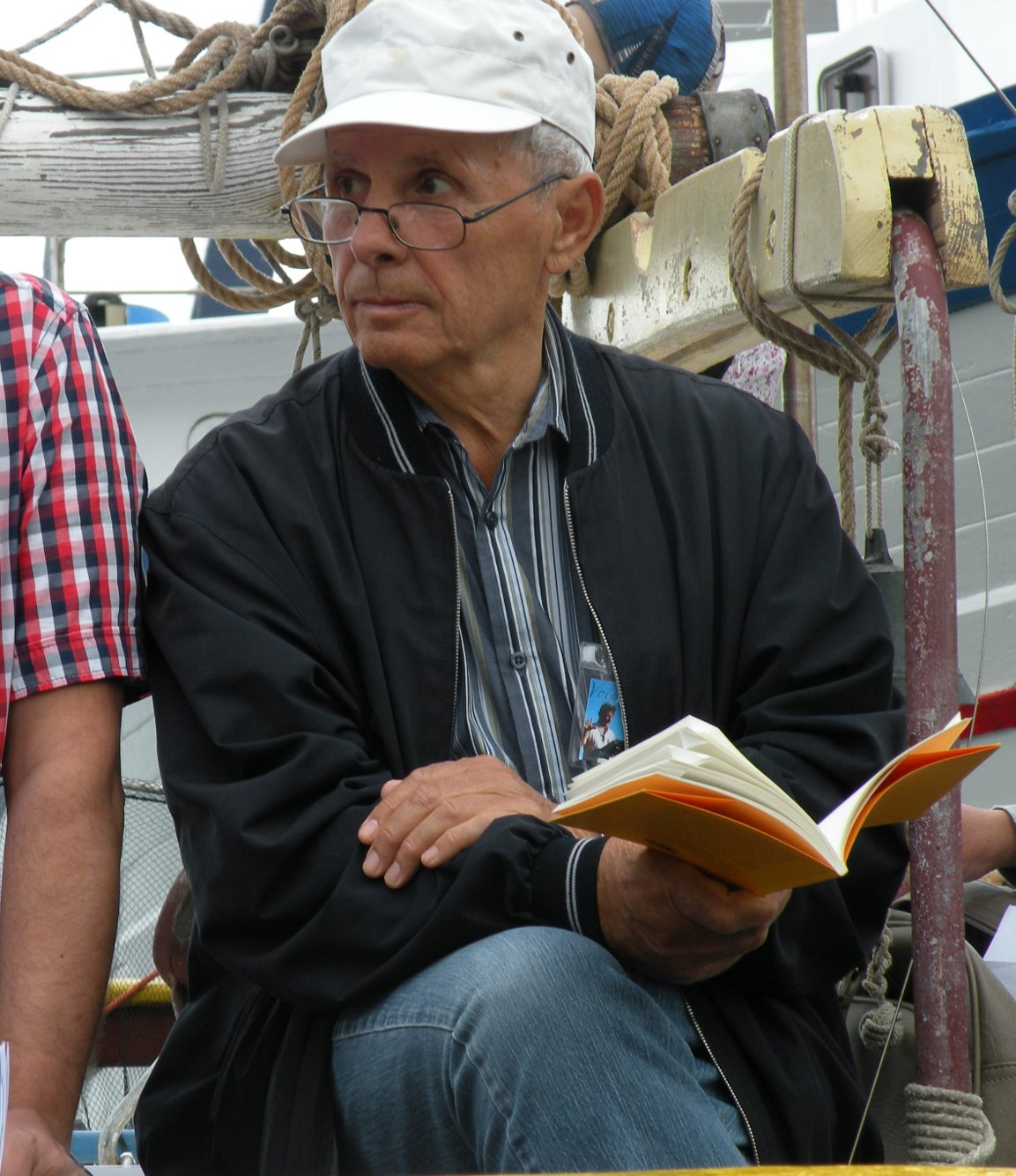
Ali Podrimja a Seta el 2011

### A Kosovo
Pel que fa a Kosovo, després de la guerra, amb la creació de la Universitat de Prishtinë, es formaren cercles literaris i destacaren autors com Esad Mekuli (1916) amb Per ty ('Per tu', 1955), que marca una època en la literatura a Kosovo, Afsha ada (1971), i Brigjet ('Les costes', 1981); el poeta Enver Gjerqeju (1928), amb Gjurmat e jetes ('Les petjades de la vida', 1957), Ashti ynë ('El nostre os', 1966), Bebezat e mallit ('Deixebles de l'amor', 1960), Lumi i palodnur ('Riu inestancable', 1978) i Tinguj te zgjvem ('Sons renovats'); Ali Podrimja (1942) amb Folja ('El verb', 1973), Credo (1976), Lumi, lumi (1982), Thirrje ('Crits', 1961), Dhimbë e bukur ('Dolç dolor', 1963) i Hija e tokës ('L'ombra de la terra', 1971); Sitni Imami, amb Drejt diteve te reja ('Cap a dies nous'); Hivzi Sulejmani (1912-1975), amb Nen myshk ('Sota el mesc'); Anton Pashku (1937), amb la novel·la Kulla ('La torre', 1968), Tragime ('Contes', 1961), Oh (1971) i Një pjesë e lindjës ('Una part de la naixença', 1975); Jusuf Buxhovi (1946), secretari de la Unió d'Escriptors Kosovars; Fatmir Gjata (1922), director de la revista Nentori ('Novembre', 1982-1986) i autor de la novel·la Keneta ('La pal·lidesa', 1962); i d'altres com Murat Isaku, Azem Shrkeli (1938), Din Mehmeti (1932), Fahredin Gurga (1936), Rhaman Dedaj, Muhamet Kerveshi (1935), Ahmet Koshutani, Beqir Musli, Tijar Hatipi, Vehab Shita, Zekeria Kexha, Besim Bokshi (1931), Hosip Rela, Ali Aliu, Ramiz Kelmendi, Namiz Rrahmani, Zenulah Rrahmani, Agim Vinca, Sabri Hamiti i el crític Rexhep Qosja, amb Shkrimtarë dhe pariudha (1975).